# Serra de Pradell
La Serra de Pradell és una serra de la Serralada Prelitoral Catalana a cavall entre el Baix Camp i el Priorat i que té un eix nord-nord-est a sud-sud-oest, tot i que amb una cueta septentrional que es desvia cap a ponent. A vegades se la considera la mateixa que la Serra de l'Argentera o s'agrupa amb aquesta (i per tant, a vegades referida també com a Serra de Pradell-l'Argentera o Serres de Pradell-l'Argentera), tot i que tècnicament i d'acord amb els mapes de l'Institut Cartogràfic i Geològic de Catalunya, la Serra de Pradell s'estén just al nord de la Serra de l'Argentera.
Està situada als municipis de l'Argentera i Duesaigües al Baix Camp per la seva banda nord-oriental, i Pradell de la Teixeta al Priorat per la seva banda sud-occidental, amb una elevació màxima de 774 metres. A la banda nord de la serra s'hi troba el Coll de la Teixeta, pas natural d'entrada al Priorat o al Baix Camp, i que la separa de la serra del puig de Puigcerver (tirant cap al nord, nord-est i Alforja), que al seu torn dona lloc a les Muntanyes de Prades més al nord-nord-est. Un xic més al sud d'aquesta serra i continuant per la Serralada Prelitoral es troben la Serra de l'Argentera, i l'emblemàtica Mola de Colldejou, no gaire lluny del poble de la Torre de Fontaubella i que al seu torn enllaça amb la vistosa Serra de Llaberia.
Gran part de la serra forma part del Pla d'Espais d'Interès Natural (PEIN) serres de Pradell-l'Argentera. A sud-sud-oest de la serra i principalment a la Serra de l'Argentera es troba el polèmic parc eòlic del Trucafort, amb escreix el parc eòlic més gran de tot Catalunya, amb 91 aerogeneradors, situat als municipis del Pradell de la Teixeta i la Torre de Fontaubella al Priorat, i l'Argentera i Colldejou al Baix Camp, i no gaire lluny del Castell d'Escornalbou (Vilanova d'Escornalbou, Riudecanyes).
Per aquesta serra passa el Sender de Gran Recorregut GR-7, al seu camí d'Andorra cap a l'estret de Gibraltar.